# Mauro Cantoro
Roberto Mauro Cantoro (* 1. September 1976 in Ramos Mejía, Argentinien) ist ein ehemaliger argentinisch-polnischer Fußballspieler. Neben der argentinischen und italienischen Staatsangehörigkeit besitzt er seit 23. April 2008 ebenfalls die polnische Staatsangehörigkeit. Er spielte vorwiegend im defensiven Mittelfeld. Sein Spitzname ist Toro. Scherzweise wurde er von seinen polnischen Mitspielern und Fans auch Maurycy Kantorski genannt.

## Karriere

### Verein
Cantoro spielte in der Jugend für den argentinischen Klub Vélez Sarsfield. Dort debütierte er auch im Seniorenbereich. Während seiner Zeit bei Velez (bis 2000) wurde er vier Mal ausgeliehen, unter anderem auch nach Peru und Bolivien.
Nach einem kurzen Engagement bet Atlético de Rafaela wechselte Cantoro nach Europa zum italienischen Verein Ascoli Calcio in die Serie C.
Nach einem halben Jahr wechselte Cantoro zu Wisła Krakau. Dort debütierte er am 26. Oktober 2001 in der Ekstraklasa (der höchsten Spielklasse Polens) und bestritt seitdem 176 Spiele, in denen er zehn Tore schoss. Mit Wisła Krakau wurde er 2003, 2004, 2005, 2008 und 2009 polnischer Meister. Ab Januar 2010 stand er beim polnischen Erstligisten Odra Wodzisław unter Vertrag, wo er 12 Spiele in der Ekstraklasa absolvierte.
Im Sommer 2010 kehrte er wieder in seine Heimat Argentinien zurück und spielte für Centro Juventud Antoniana in der Torneo Argentino A. Nach einem Jahr wechselte er auf Leihbasis zum Deportivo Morón in die Primera B Metropolitana. Anfang 2013 wechselte er zu CD Pacífico FC in die peruanische Primera División. Dort spielte er bei verschiedenen Klubs bis  2015, als er seine Karriere beendete.

### Nationalmannschaft
Mauro Cantoro bestritt einige Spiel für verschiedene Jugend-Nationalmannschaften Argentiniens. Somit war ihm ein schon geplanter Einsatz in der Polnischen Nationalmannschaft verbaut.

## Erfolge
- 5× Polnischer Meister (2003, 2004, 2005, 2008 und 2009)
- 2× Polnischer Pokalsieger (2002 und 2003)
- 1× Polnischer Supercupsieger (2001)
- 1× Polnischer Ligapokalsieger (2001)
- 1× Argentinischer Meister (1996)
- 1× Copa-Libertadores-Sieger (1994)
- 1× Weltpokalsieger (1994)
- 2× Peruanischer Meister (1998, 1999)